# 長吻突吻鱈
長吻突吻鱈，為輻鰭魚綱鱈形目鼠尾鱈科的其中一種，分布於東太平洋巴拿馬灣至厄瓜多海域，深度589-1870公尺，體長可達36公分，屬深海底棲性魚類，棲息在大陸坡底層水域，生活習性不明。

## 扩展阅读
維基物種上的相關：長吻突吻鱈